# Niesławny: Infamous 2
Niesławny: Infamous 2 (oryginalna wersja językowa: Infamous 2) – gra akcji z otwartym światem stworzona przez Sucker Punch Productions na konsolę PlayStation 3, której światowa premiera odbyła się 7 czerwca 2011 roku. Jest kontynuacją gry Infamous.

## Fabuła
Fabuła Infamous 2 jest bezpośrednią kontynuacją wydarzeń z pierwszej części gry. Cole McGrath, po pokonaniu Kesslera, przygotowuje się do starcia z przepowiedzianą przez niego Bestią, która sieje ogólny chaos i zagładę. Spotyka on agentkę Kuo, która pomaga mu przygotować się do walki. Oboje wyjeżdżają z Empire City na południe, do New Marais, gdzie przebywa doktor Wolfe. Stworzył on Kulę Promieni, która obdarzyła Cole’a energetycznymi mocami w pierwszej części gry.
Kiedy Cole, razem z Kuo i swym przyjacielem Zeke'm mają wypłynąć z miasta, Bestia atakuje Empire City. McGrath jest zmuszony do odparcia ataku. Mimo początkowego zwycięstwa, Bestia odradza się i niszczy miasto, zmuszając grupę do szybszego opuszczenia miasta i podróży do New Marais.
Po dotarciu do zamierzonego celu Cole znowu zostaje zmuszony do podejmowania trudnych wyborów moralnych, zależnie od wyboru albo uratuje cywilizację przed Bestią albo doprowadzi do jej końca. Będzie również zmuszony do walki z oddziałami milicji, mutantami, a także znalezienia lekarstwa na masową plagę atakującą miasto.

## Polska wersja
- Krzysztof Banaszyk – Cole MacGrath
- January Brunov – Zeke Jedediah Dunbar
- Barbara Kałużna – agentka Lucy Kuo
- Elżbieta Jędrzejewska – Nix
- Andrzej Blumenfeld – Joseph Bertrand III
- Wojciech Duryasz – dr Sebastian Wolfe
- Stefan Knothe – Laroche
- Izabella Bukowska – Sara
- Anna Sztejner – Prezenterka USTV
- Cezary Morawski – Policjant, Afroamerykanin
- Jarosław Boberek – lodowiec, przechodzień